# Differenzdruckmesser
Ein Differenzdruckmesser ist ein Messsystem, bei dem der Unterschied zwischen zwei Drücken als Messgröße ausgegeben wird. Dies unterscheidet ihn vom Druckmesser, der gegen einen definierten Gegendruck arbeitet, etwa ein Barometer.
Differenzdruckmesser kommen weit verbreitet zum Einsatz, etwa in der Luftfahrt beim Pitotrohr oder in der Industrie bei Überwachung von Filtersystemen.